# Săvârșin
Săvârșin é uma comuna romena localizada no distrito de Arad, na região histórica da Transilvânia. A comuna possui uma área de 215.00 km² e sua população era de 3209 habitantes segundo o censo de 2007.